# Римська (станція метро)
55°44′46.44″ пн. ш. 37°40′56.34″ сх. д. / 55.7462333° пн. ш. 37.6823167° сх. д.
«Ри́мська» (рос. Римская) —153-я станція Московського метрополітену, розташована на Люблінсько-Дмитрівській лінії між станціями «Чкаловська» і «Крестьянська застава».
Відкрита 28 грудня 1995 у складі дільниці «Чкаловська» — «Волзька». Одна з небагатьох станцій московського метро, які отримали назву не по розташованому поблизу міському об'єкту (друга така станція метро у Москві — «Празька»).

## Технічна характеристика
Конструкція станції — колонна трисклепінна глибокого закладення (глибина закладення — 54 м.) Споруджена за новим проектом — колони і колійні стіни спираються на суцільну монолітну плиту, немає підплатформових приміщень.

## Колійний розвиток
Станція без колійного розвитку.

## Оздоблення
У проєктуванні художнього оздоблення станції брали участь італійські архітектори Дж. П. Імбрігі та А. Куатроччі. Для оздоблення пілонів і колон використані мармури різних порід. Пілони станції оздоблені сірим мармуром. Підлога викладена чорним, червоним і сірим гранітом.
Тема оздоблення станції — «Римські пам'ятки». Скульптором Л. Л. Берліним та італійськими художниками виконана композиція «Фонтан», яка зображує немовлят Ромула і Рема — засновників Риму, а також чотири медальйона.
У центральному залі немає жодного вказівника, щоб не псувалася перспектива. Зате є фонтан — єдиний в Московському метро.

## Вестибюлі й пересадки
Вихід у місто здійснюється через вестибюль по ескалаторах на вулиці Міжнародна та Робоча, на шосе Ентузіастів, площа Рогозька застава, до Рогозького валу і до платформи «Серп і Молот» Московської залізниці.
Пересадка на станцію «Площа Ілліча» Калінінської лінії здійснюється з північного торця центрального залу по ескалаторах.

### Пересадки
- Метростанцію  «Площа Ілліча»
- Станцію залізничну та МЦД  «Москва-Товарна-Курська»
- Залізничну платформу  «Серп і Молот»
- Автобуси: м6, 40, 125, 340, 360, 365, 567, 730, 987, т53, н4;
- Трамваї: 12, 38, 46